# Vladimir Nabokov
Vladimir Vladimirovitj Nabokov (fil) (ryska: Владимир Владимирович Набоков), född 22 april (10 april enligt G.S.) 1899 i Sankt Petersburg i Kejsardömet Ryssland (nuvarande Ryssland), död 2 juli 1977 i Montreux i Schweiz, var en rysk-amerikansk författare och entomolog. Hans nio första romaner skrevs på ryska. Därefter blev han internationellt berömd som romanförfattare på det engelska språket. Hans mest kända verk är romanen Lolita (1955).

## Biografi

### Bakgrund
Vladimir Nabokov föddes i en välbärgad adelsfamilj i Sankt Petersburg. Vladimir Nabokovs far blev efter februarirevolutionen anställd inom Rysslands provisoriska regering, men efter oktoberrevolutionen tvingades familjen fly till Krim. De bodde där på ett gods tillhörande en vän och förväntade sig inte vara borta särskilt länge. I september 1918 flyttade de till Livadija (Jalta) i den kortlivade staten Ukrainska folkrepubliken.

### Utländsk exil
I början av 1919 sökte familjen exil i Västeuropa. Den 2 april 1919 lämnade de Sevastopol med ett fartyg. Till en början bosatte de sig i England, där Vladimir Nabokov började studera vid Trinity College, Cambridge. Han började med att studera zoologi för att sedan studera slaviska och romanska språk.
1920 flyttade familjen Nabokov till Berlin i Tyskland. I mars 1922 blev Vladimir Nabokovs far mördad av den ryske monarkisten Pjotr Nikolajevitj Sjabelskij-Bork, då han försökte skydda det egentliga målet, politikern Pavel Miljukov. Kort efter mordet flyttade Vladimir Nabokovs mor och syster till Prag.
Vladimir Nabokov stannade i Berlin och blev en erkänd poet och författare inom emigrantkretsar, under pseudonymen V. Sirin. Han stannade i Berlin i 15 år. I maj 1923 träffade han vid en välgörenhetsbal i Berlin den rysk-judiska emigranten Vera Jevsejevna Slonim. De gifte sig i april 1925.

### Till USA och senare år
När Adolf Hitler kom till makten lämnade Nabokov landet och hamnade så småningom i USA, efter att ha återförenats med modern och systern i Paris. Nabokovs bror Sergej tillfångatogs dock av nazisterna, placerades i koncentrationslägret Neuengamme och dog där den 9 januari 1945.
Familjen bosatte sig i USA på Manhattan i New York.

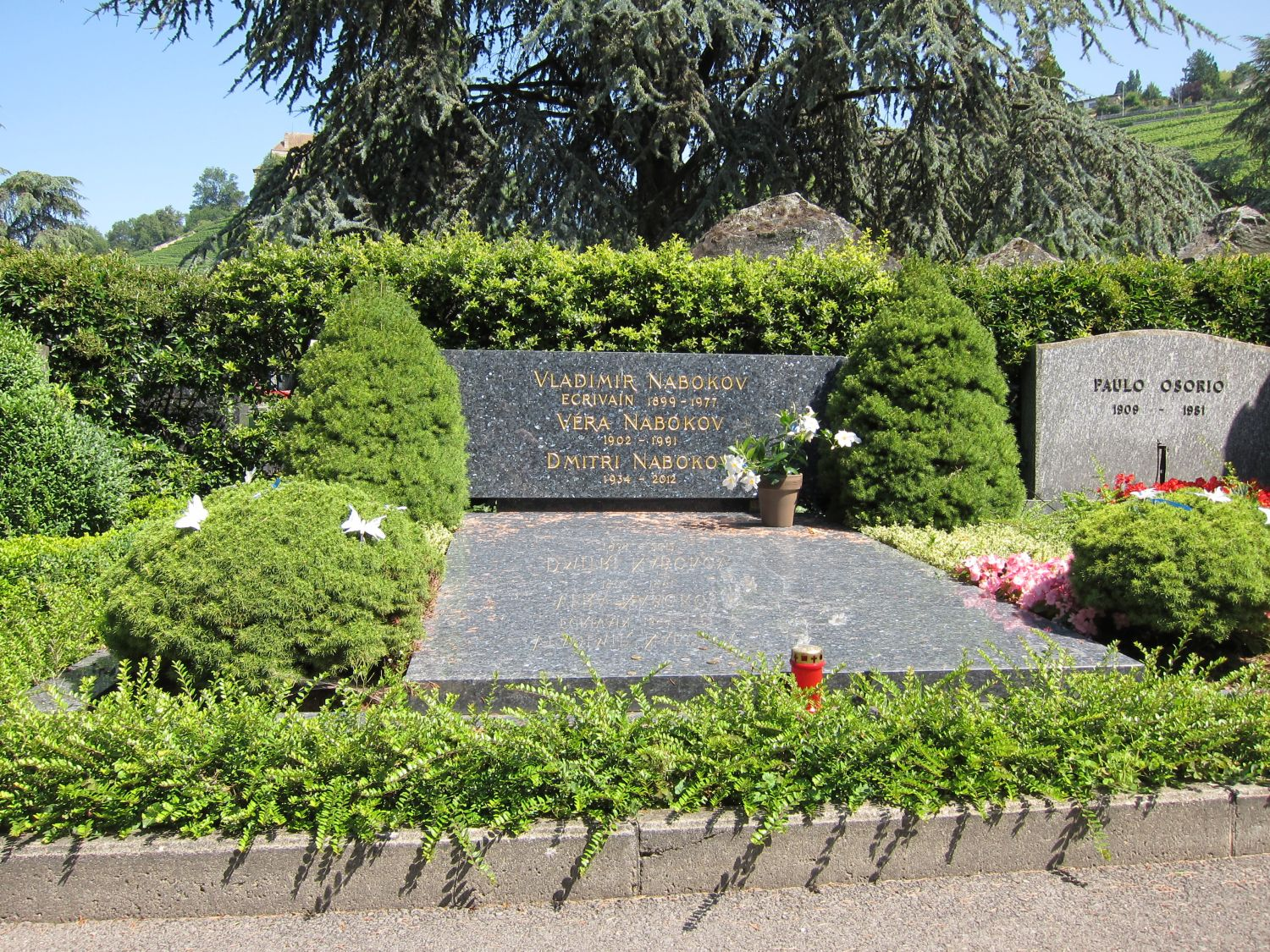
Vladimir, Vera och Dmitri Nabokovs grav 2012.

Efter succén med romanen Lolita (1955) blev Vladimir Nabokov ekonomiskt oberoende. Han fick då möjligheten att kunna återvända till Europa och enbart fokusera på sitt skrivande. Den 1 oktober 1961 flyttade han och hustrun Vera och bosatte sig på lyxhotellet Montreux Palace i staden Montreux i Schweiz. Här blev de fortsatt bosatta under hela återstoden av hans liv.
Vladimir Nabokov avled den 2 juli 1977 i Lausanne i Schweiz och ligger begravd i byn Clarens utanför Montreux.

### Författarskap

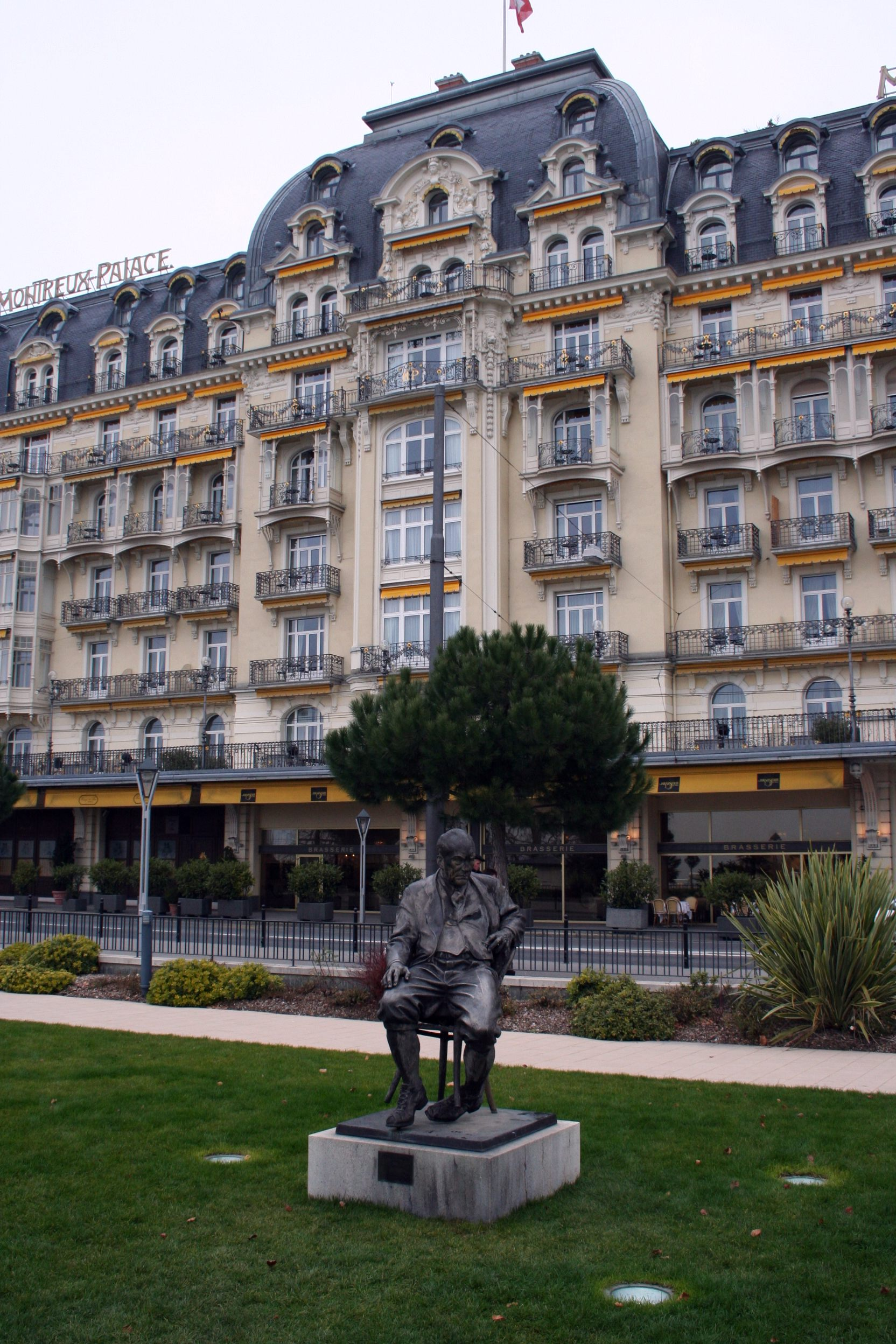
Staty föreställande Vladimir Nabokov, framför hotellet Montreux Palace i Montreux, Schweiz.

Sina första romaner skrev Vladimir Nabokov på ryska. Till dessa hör till exempel Han som spelade schack med livet (1930) och Gåvan (1938). Senare gick han dock över till engelska och skrev då romaner som Lolita (1955) och Blek låga (1962). Lolita är Nabokovs mest kända roman och den blev en skandalsuccé när den kom. Den har även filmatiserats två gånger, av Stanley Kubrick 1962 samt av Adrian Lyne 1997.
Vladimir Nabokov har sagt att han betraktar sina romaner som schackproblem.[källa behövs] De flesta av hans romaner är också krävande med många infallsvinklar som kan göra omläsningar nödvändiga. Blek låga är till exempel en större dikt om 999 rader skriven av en författare som just mördats. En vän till denne, som visar sig vara en kung i exil, har utgivit dikten med en omfattande notapparat som sätter läsarens uppmärksamhet på prov.
Utöver romaner har Vladimir Nabokov också skrivit ett drygt sextiotal noveller, de flesta ursprungligen på ryska.
Vladimir Nabokov nominerades till Nobelpriset i litteratur första gången 1963, men hans utpräglat virtuosa stilkonst och den moraliskt kontroversiella romanen Lolita förhindrade hans möjligheter att tilldelas priset.
Vladimir Nabokov har skildrat sitt liv i Tala, minne (1966). Han höll många föreläsningar om litteratur (givna vid amerikanska universitet), och vissa finns återgivna i tryckt skick.
I Nabokovs ryggrad (2024), den första boklånga studien av Nabokov på svenska, gör Aris Fioretos en helhetsbelysning av författarskapet.

### Intressen
Utöver författarskapet var Nabokov engagerad som lepidopterist och studerade schackteori.

## Utmärkelser
Asteroiden 7232 Nabokov är uppkallad efter honom.

## Bibliografi (urval)

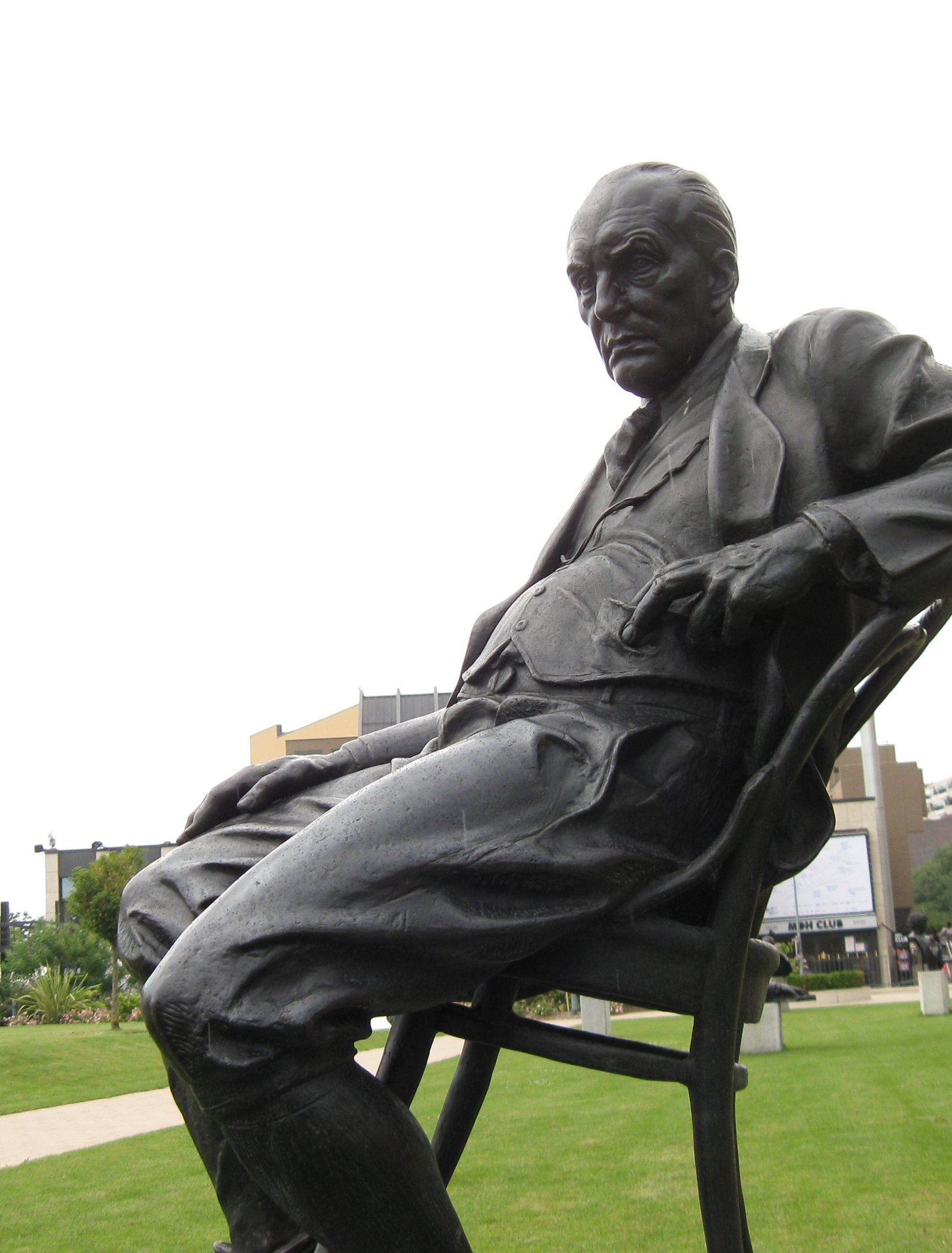
Närbild av statyn föreställande Vladimir Nabokov, i Montreux, Schweiz.

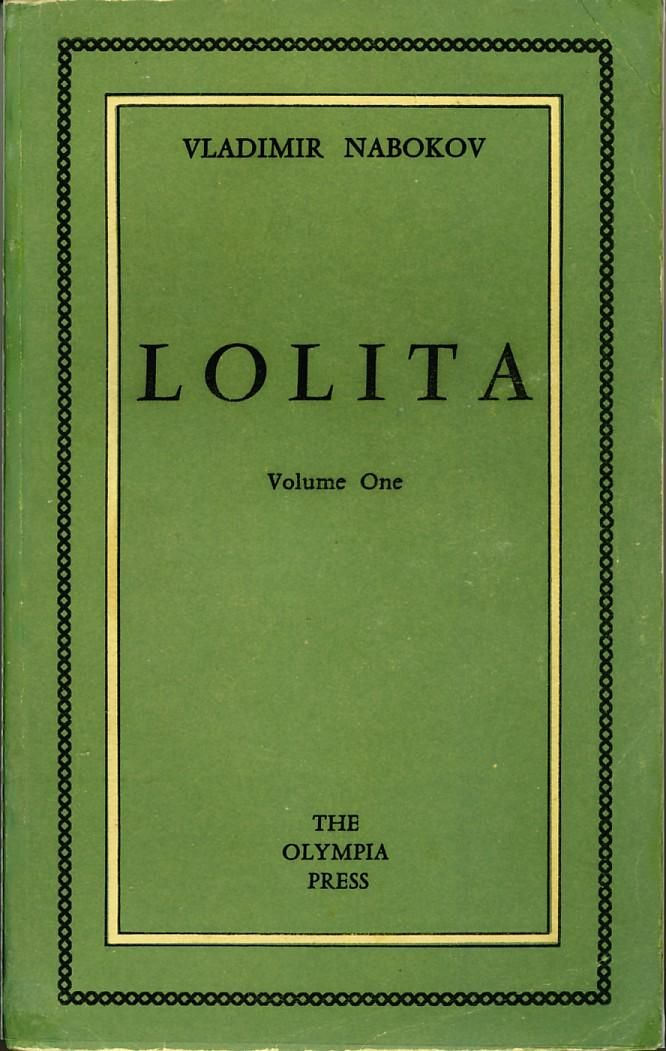